# 活性代謝產物
活性代謝產物（英語：active metabolite）是藥物經代謝後產出，具有生理活性的分子。

## 藥物的代謝產物
藥物分子經身體代謝，被修改後仍繼續對身體造成影響者，即為活性代謝產物。 通常這些影響與原分子相似且較弱，但仍可有可觀影響(如11-hydroxy-THC, morphine-6-glucuronide)。  有些藥如可待因以及曲马多有比母藥強的代謝產物(各自為嗎啡 以及O-desmethyltramadol )， 在這些案例代謝產物可能為療效貢獻了一大部分。  有時代謝產物具有毒性，必須小心監控以避免在體內累積。如哌替啶和dextropropoxyphene.

## 前驅藥物
有些藥物一開始的狀態沒有活性，被設計成在體內代謝後產生活性成分。這類藥物叫做前驅藥物。藥物被如此設計可能是因為:藥物在製造及儲存階段更穩定。或是更能被身體吸收，擁有較好的药物代谢动力学特性。(如 lisdexamphetamine).

## 延伸閱讀
- Nedderman, Angus N.R. & Walker, Don K. . Bonate, Peter L.  (编). . Springer. 2011  [2016-03-04]. ISBN 9781441979360. （原始内容存档于2014-07-29）.